# Bytnica (gemeente)
De gemeente Bytnica is een landgemeente in het Poolse woiwodschap Lubusz, in powiat Krośnieński (Lubusz).
De zetel van de gemeente is in Bytnica.
Op 30 juni 2004 telde de gemeente 2628 inwoners.

## Oppervlakte gegevens
In 2002 bedroeg de totale oppervlakte van gemeente Bytnica 208,74 km², waarvan:
- agrarisch gebied: 15%
- bossen: 77%

De gemeente beslaat 15,06% van de totale oppervlakte van de powiat.

## Demografie
Stand op 30 juni 2004:
| Omschrijving                   | Totaal | Totaal | Vrouwen | Vrouwen | Mannen | Mannen |
| ------------------------------ | ------ | ------ | ------- | ------- | ------ | ------ |
| eenheid                        | aantal | %      | aantal  | %       | aantal | %      |
| inwoners                       | 2628   | 100    | 1323    | 50,3    | 1305   | 49,7   |
| bevolkingsdichtheid (inw./km²) | 12,6   | 12,6   | 6,3     | 6,3     | 6,2    | 6,2    |

In 2002 bedroeg het gemiddelde inkomen per inwoner 1508,46 zł.

## Administratieve plaatsen (sołectwo)
Budachów, Bytnica, Dobrosułów, Drzewica, Grabin, Gryżyna, Struga

## Overige plaatsen
Garbowo, Głębokie, Kępiny, Pliszka, Smolary Bytnickie, Szklarka.

## Aangrenzende gemeenten
Czerwieńsk, Krosno Odrzańskie, Łagów, Maszewo, Skąpe, Torzym